# Der Herbstabend
Soir d’automne
Der Herbstabend D405 (« Le soir d’automne ») est un lied écrit par Franz Schubert le 27 mars 1816. Celui-ci est adapté du poème « An Sie » de Johann Gaudenz von Salis-Seewis, écrit en 1808. Il s’agit d’un lied strophique en fa mineur.

## Contexte
Schubert va connaître, en 1816, ses premières déceptions. Il désire quitter son poste d’assistant instituteur dans l’école où enseigne aussi son père, pour se consacrer uniquement à la musique. C’est ainsi qu’il tente sa chance pour devenir professeur de musique à l’École normale allemande de Laibach mais sa candidature, au mois d’avril, n’est pas retenue.  Cet échec est difficile pour Schubert. Son espoir d’indépendance et la perspective de situation stable pour fonder un foyer avec Thérèse Grob s’effondrent. C’est à cette période qu’il compose le lied D405 Der Herbstabend. Au même moment, Josef von Spaun, un ami proche de Schubert, tente de le faire connaitre en envoyant à Goethe les lieder basés sur ses poèmes. Le poète ne prend pas la peine de répondre et c’est un nouvel échec pour Schubert. Finalement, au mois de décembre 1816, face à l’exiguïté du foyer paternel, il s’installe chez son ami Franz Schober.
En dépit de ses nombreux déboires, l’année 1816 est l’une des plus productives de sa carrière musicale.  Le catalogue Deutsch de W. Durr recense près de 180 œuvres pour cette seule année dont 114 lieder. Au printemps de cette année, pour la première fois, Schubert et ses amis élaborent ensemble un projet de publication de recueils de chansons écrites par des poètes. Ce projet est exposé par Josef Von Spaun dans une lettre du 17 avril 1816. Un premier livret, constitué des chansons de Goethe, de Klopstock et d’Ossian, est prévu ainsi qu’un second contenant des chansons de Schiller et d’autres poètes tels Mathisson, Hölty et Salis-Seewis. Les poèmes de ce dernier sont adaptés presque uniquement par Schubert en 1816.

## Texte
| « Der Herbstabend Abendglockenhalle zittern Dumpf durch Moorgedüfte hin ; Hinter jenes Kirchhofs Gittern Blasst des Dämmerlichts Karmin. Aus umstürmten Lindenzweigen Rieselt welkes Laub herab, Und gebleichte Gräser beugen Sich auf ihr bestimmtes Grab. Lausche dann ! Im Blüntenschauer Wird es dir vernehmlich wehn : Jenseits schwindet jede Trauer ; Treue wird sich wiedersehn ! » |  |  | « Le soir d'automne L’écho des cloches du soir tremble, Sourd, dans la brume des marais ; Derrière les grilles du cimetière La pourpre du couchant pâlit. Des branches du tilleul agitées par le vent, Tombe un feuillage jauni, Et l’herbe sans couleur S’incline sur sa tombe. Ecoute ! En une pluie de fleurs Les brises souffleront ces mots à ton oreille : Là-bas s’efface toute peine, Ceux qui se sont aimés là-bas se reverront ! » |

Aux mois de mars et avril 1816, Schubert met en musique sept lieder de Salis-Seewis. Der Herbstabend est adapté à partir du poème intitulé « An Sie », écrit en 1808. Dans sa poésie, Salis-Seewis amplifie les émotions et réveille les souvenirs des douleurs du passé. Parmi les poèmes de Salis-Seewis, figurent : « An ein Thal », « Herbstlied », « Märslied », « Das Grab » et « Ermunterung ». Dans son livre, John Reed parle de « l’atmosphère de tendre mélancolie, finement rehaussée par l’indépendance rythmique de la ligne vocale ».  Cependant, aucun des lieder basés sur les poèmes de Salis-Seewis n’a été publié du vivant de Schubert.

Der Herbstabend est un lied strophique écrit en fa mineur, une tonalité qui permet d’exprimer le caractère sombre et mélancolique de l’œuvre. Il est basé sur l'un des innombrables poèmes de « prémonition de la mort », en vers lyriques sentimentaux. Les termes « Cloches du soir », « brise de lande », « balustrades de cimetière », « feuilles fanées », « herbe blanchie » sont autant de symboles de la mort dans le paysage de l'automne. Dans son lied, Schubert ne reprend que trois versets du poème de Salis-Seewis, les deux premiers ainsi que le dernier, laissant tomber les troisième et quatrième versets du poème original.

## Analyse
Schubert commence son lied en décrivant l’atmosphère sombre du poème et l’environnement sinistre du cimetière à la tombée de la nuit. L’accompagnement du piano permet de donner le rythme à l’œuvre par la répétition continue de triolets soutenus par les blanches, semblables à celles du chant. Selon Graham Johnson, la force de cette ligne de basse et la virtuosité de la ligne vocale auraient sans doute mérité les plus grands éloges de Salieri. La première image que nous donne le poète est celle des cloches du soir qui résonnent dans les marais, assourdies par les brises, mais aussi tremblantes, provenant du phénomène acoustique des sons métalliques entendus au loin. Ce battement est rendu par le piano, jouant des triolets tout au long de la pièce. L’aspect un peu effrayant du cimetière est illustré par la descente chromatique de « Hinter jenes Kirchhofs Gittern » (« derrière les grilles du cimetière »). Cependant, le passage plus doux dans le « Blasst des Dämmerlichts » (« le souffle du crépuscule ») nous montre qu’il n’y a rien à craindre dans ce cimetière. Schubert place le mot « Karmin » (« écarlate ») avec un gruppetto orné de demi-croches.
Dans la seconde strophe, Schubert reprend la même mélodie que pour la précédente. De nouveau, on ressent l’ambiance maussade d’un soir d’automne, dans une nature agitée par le vent.

Enfin, la dernière strophe garde toujours cette même mélodie et ce même accompagnement, qui définit le lied strophique. L’œuvre se termine sur une certaine douceur tout en gardant le caractère mélancolique retrouvé tout au long de cette mélodie. « Là-bas s’effacent toutes peines. Ceux qui se sont aimés là-bas se reverront », le poète fait sans doute référence à la mort mais d’une manière calme et sereine.
La dernière phrase de chaque strophe est chantée deux fois avant de passer à la suivante. Chaque phrase du lied se termine par un ralentendo et par un piano avant qu’un bref soupir de deux temps ne conduise à la phrase suivante.
Ce lied est l’un des petits chefs-d’œuvre inexplicablement oubliés de 1816. Il semble d’une simplicité intéressante sur papier mais parait destiné à rester dans l’ombre, peut-être parce qu’il ne prend qu’une page dans la Gesamtausgabe et parce qu’il n’a jamais été publié dans l’édition Peters. Dietrich Fischer-Dieskau affirme que c’est un lied pour les amoureux du Bel Canto. Il ajoute que les triolets de l’accompagnement rappellent l'atmosphère des compositions italiennes. La ligne vocale, très étendue, implique une virtuosité vocale et une flexibilité associée aux chanteurs d’opéra.
Les lieder D403-D406 (Ins stille Land, Die Herbsnacht, Der Herbstabend et Anschied von der Herfe) semblent avoir eu de l'importance pour Schubert étant donné qu'il en a réalisé plusieurs copies.

## Éditions
La première ébauche de Schubert est une esquisse incomplète, sans la mesure finale. Il a sans doute réalisé cette composition au même moment que la première esquisse de Ins Stille Land D403, copiée au verso de cette dernière et datée du 27 mars 1816. Cette esquisse de douze mesures est un rapide relevé d’idées de Schubert. La ligne de basse, constituée d’une série de blanches pour indiquer l’harmonie et de quelques triolets joués de la main droite, permet de donner le rythme à l’œuvre. Plusieurs copies contemporaines de la version originale sont datées d’avril 1816.
Plus tard dans l’année, Schubert réalise une autre copie pour l’album de Thérèse Grob, en vue d’une publication, et pour cela, il ajoute un prélude de deux mesures et également « Langsam » pour le tempo. Cette version est imprimée en privé par Reinhard van Hoorickx. Il fallut attendre 1895 pour que la chanson soit publiée dans la Gesamtausgabe.  La copie est identique à celle de Thérèse Grob. Ce manuscrit a donc été copié, par une autre main, pour la collection de Witteczek et utilisé par Mandyczewski pour la Gesamtausgabe de 1895. Il s’agit là de la première publication de la chanson. Au pied de son deuxième exemplaire, Schubert écrit deux autres strophes du poème de Salis-Seewis, les seules qu’il veut que le chanteur ajoute au premier.

## Discographie
| Date | Chanteur                                                     | Pianiste         | Titre de l'album                                           | Label               | Référence    |
| ---- | ------------------------------------------------------------ | ---------------- | ---------------------------------------------------------- | ------------------- | ------------ |
| 1970 | Dietrich Fischer-Dieskau                                     | Gerald Moore     | Franz Schubert : Lieder disponible sur YouTube             | Deutsche Grammophon | 2740 187     |
| 1993 | Lucia Popp                                                   | Graham Johnson   | Complete Song 17                                           | Hyperion            | CDJ33017     |
| 2006 | Susan Gritton, A. Murray, S. Doufexis, M. Padmore, G. Finley | Graham Johnson   | Songs by Schubert's Friends And Contemporaries (Volume 3)  | Hyperion            | CDJ33051/3   |
| 2008 | Matthias Goerne                                              | Helmut Deutsch   | An mein Herz disponible sur YouTube (Volume 2)             | Harmonia Mundi      | HMC902004.05 |
| 2009 | Jan Kobow                                                    | Ulrich Eisenlohr | Poets of Sensibility (Volume 6) disponible sur YouTube     | Naxos               | 8.570480     |
| 2012 | Michelle Breedt                                              | Nina Schumann    | Franz Schubert Jahreszeiten Seasons disponible sur YouTube | TwoPianist          | TP1039251    |
| 2014 | Dorothee Jansen                                              | Francis Grier    | The Therese Grob Songbook disponible sur YouTube           | Somm                |              |

### Ouvrages anciens
- Ernst Häussler, VI Gedichte von J.G. von Salis, Zurich, Auf Kosten des Verfassers, 1796 (OCLC 890788070, lire en ligne), p. 5–7
- (en) William Henry Farn et Franz J. L. Thimm, The literature of Germany from Its Earliest Period to the Present Time, Londres, 1844 (OCLC 979814070, lire en ligne)

### Ouvrages modernes
- (nl) J. Van Ackere, Schubert en de romantiek, Anvers, 1963.
- H. Gal, Franz Schubert and the essence of melody, Londres, 1974.
- (en) Dietrich Fischer-Dieskau, Schubert. A biographical Study of his Songs, Londres, 1976.
- Brigitte Massin, Franz Schubert : ouvrage publié avec le concours du Centre national des lettres, Fayard, 1977 (1re éd. 1955), 1294 p. (ISBN 2-213-00374-2, OCLC 4487232), p. 1157–1185.
- (en) M. W. Hirsch, Schubert’s dramatic lieder, Cambridge, 1993.
- Michel Schneider, Schubert, Paris, Seuil, 1994.
- (en) John Reed, The Schubert Song Companion, Manchester, 1997, xii-510 (ISBN 1-901341-00-3, OCLC 318382775, lire en ligne), p. 105.
- (de) Werner Aderhold, Walther Dürr et Walburga Litschauer, Franz Schubert. Neue Ausgabe sämtlicher Werke, vol. 10, Bärenreiter, coll. « Neue Ausgabe sämtlicher Werke », 2002, xliii-373 (OCLC 314149414)

### Article et notices discographiques
- (en) Maurice J. E. Brown, « The Therese Grob Collection of Songs by Schubert », Music & Letters, Oxford, vol. 49, no 2,‎ avril 1968, p. 122-134 (ISSN 0027-4224, OCLC 6733283240, lire en ligne)
- (en) Graham Johnson, « Der Herbstabend D405 », Hyperion Records, 1993 (Lire en ligne) .
- Goerne, H. Deutsche, et E. Schneider, An mein Herz Lieder vol. 2, Harmonia Mundi [lire en ligne].
- (en) J. Kobow, et U. Eisenlohr, « Schubert. Poets of Sensibility Vol. 6., « Deutsche Schubert Lied Edition » », Naxos (8.570480), 2009 (Lire en ligne) .